# Danslek

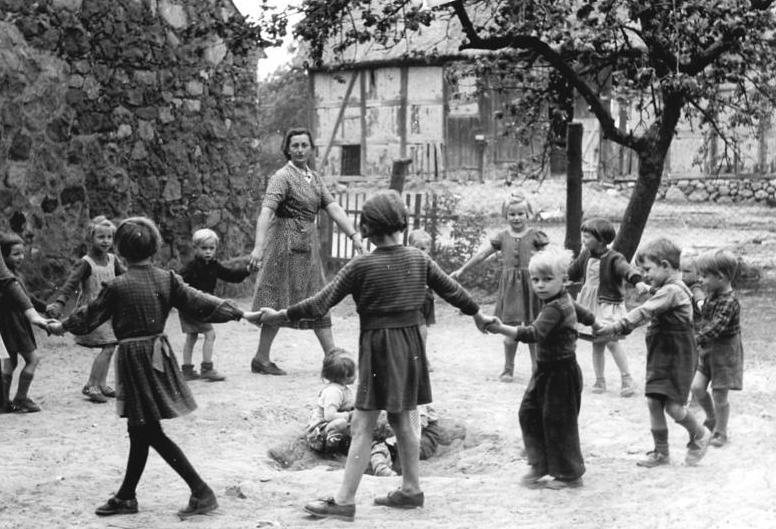
Ringlek på förskola.

Danslek är en lek där dans ingår, ofta ringdans, även kallad ringlek, där deltagarna bildar en ring genom att hålla varandra i handen. Ofta ingår sång och rörelser.
Danslekar förekommer i de flesta kulturer, i Sverige framför allt vid jul- och midsommarfirande. Danslekar har förekommit i flera sekler i Sverige, vid logar och vägskäl. Då var det ungdomar som umgicks och vänslades under de större helgerna. I början av 1900-talet omarbetades många danslekar i Sverige för att bli mer barnvänliga och fostrande.
Ringdanser finns i hela den europeiska kulturkretsen.[källa behövs] Balladdanser är en form av dans, vanlig i Norden, som anknyter till ringdansen.
På Balkan finns Kolo och Horo/Oro, i Rumänien Hora, vissa så kallade Country Dance och Round i England, Circle Dance i USA, Ronde i Frankrike, Khorovod i Ryssland - som liknar den grekiska Korea, Tarantella i Italien (som även är kontradans) och Sardana in Spanien. Dessa danser skiljer sig åt, i takt, rörelsemönster och stil.